# Guttentag
Guttentag, polnisch Dobrodzień [dɔˈbrɔʥɛɲ] (früher auch Gutentag, schlesisch Guntag) ist eine Kleinstadt im Powiat Oleski in der polnischen Woiwodschaft Opole und Hauptort der gleichnamigen Stadt-und-Land-Gemeinde mit rund 10.000 Einwohnern, die seit 2009 offiziell zweisprachig ist (Polnisch und Deutsch).

## Geographie
|  |

Die Stadt liegt in der Region Oberschlesien auf 253 m ü. NHN, etwa 15 Kilometer südlich von Olesno (Rosenberg O.S.) und 35 Kilometer östlich
von Oppeln.

## Geschichte

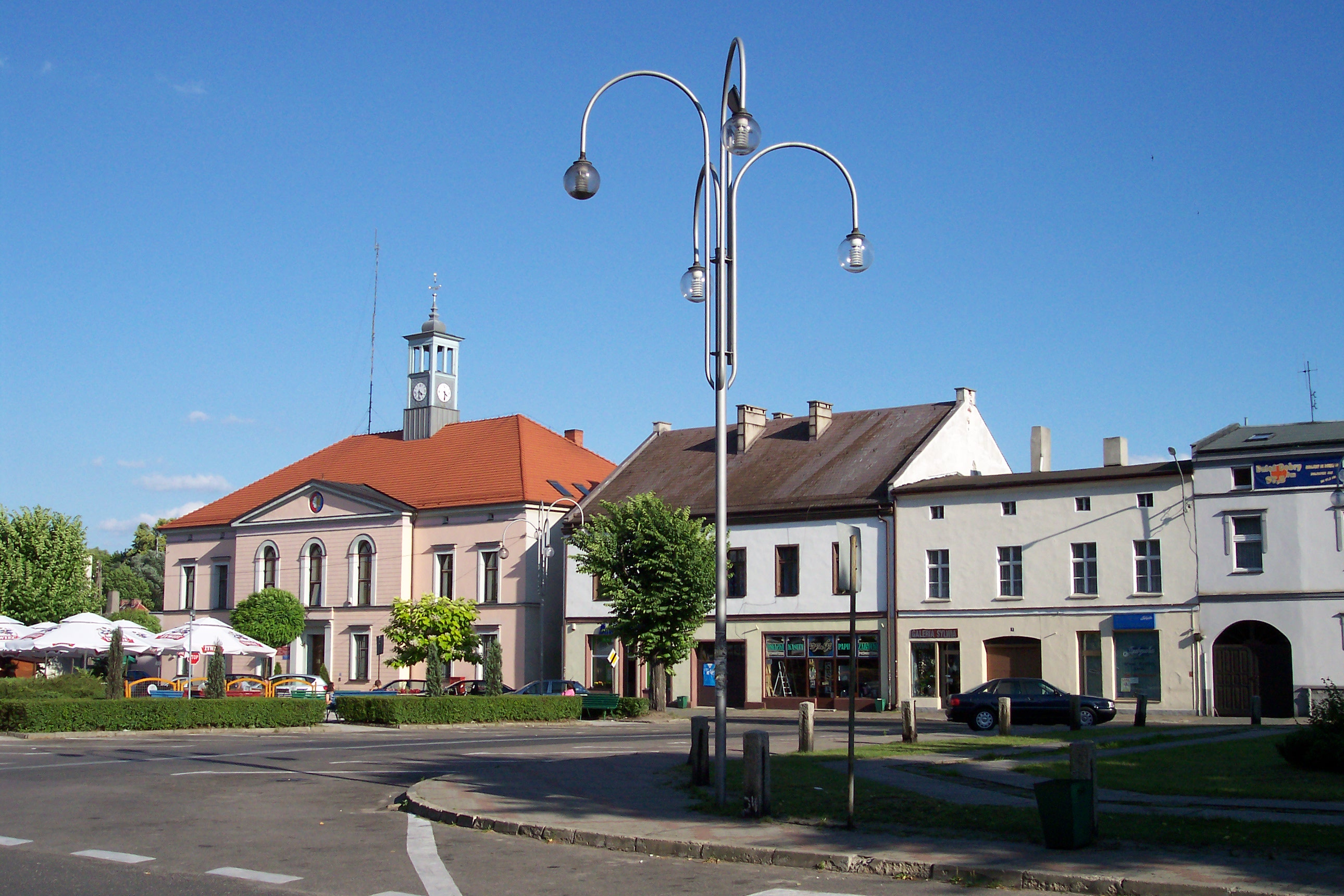
Rathaus am Marktplatz

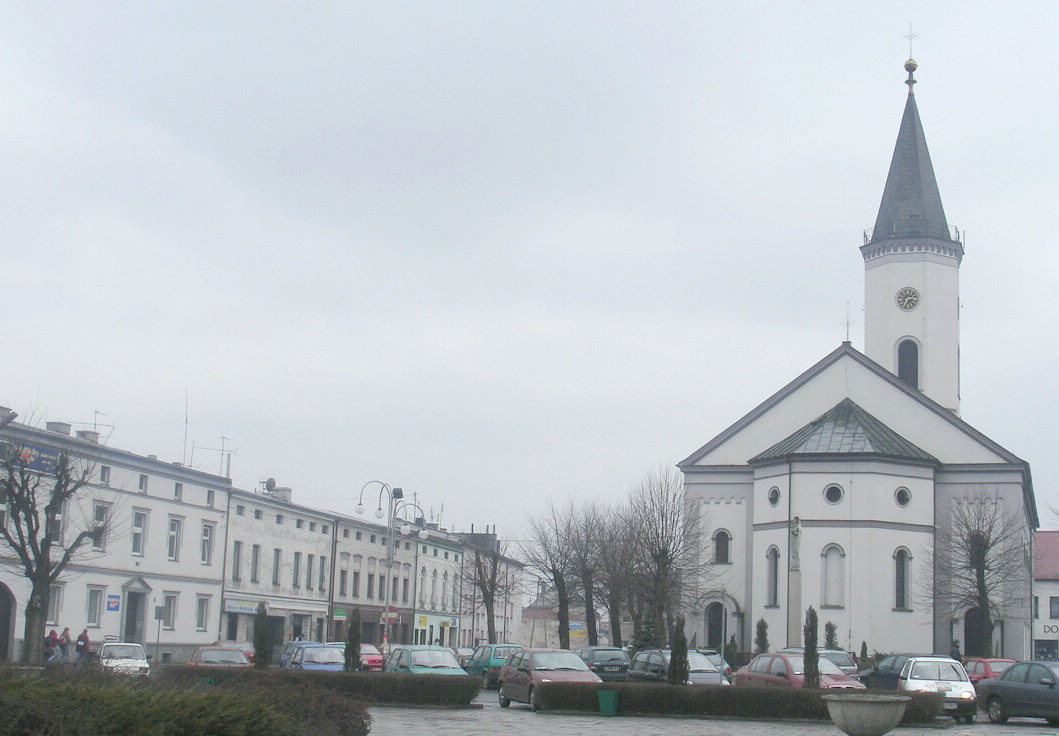
Marktplatz mit St. Magdalena-Kirche

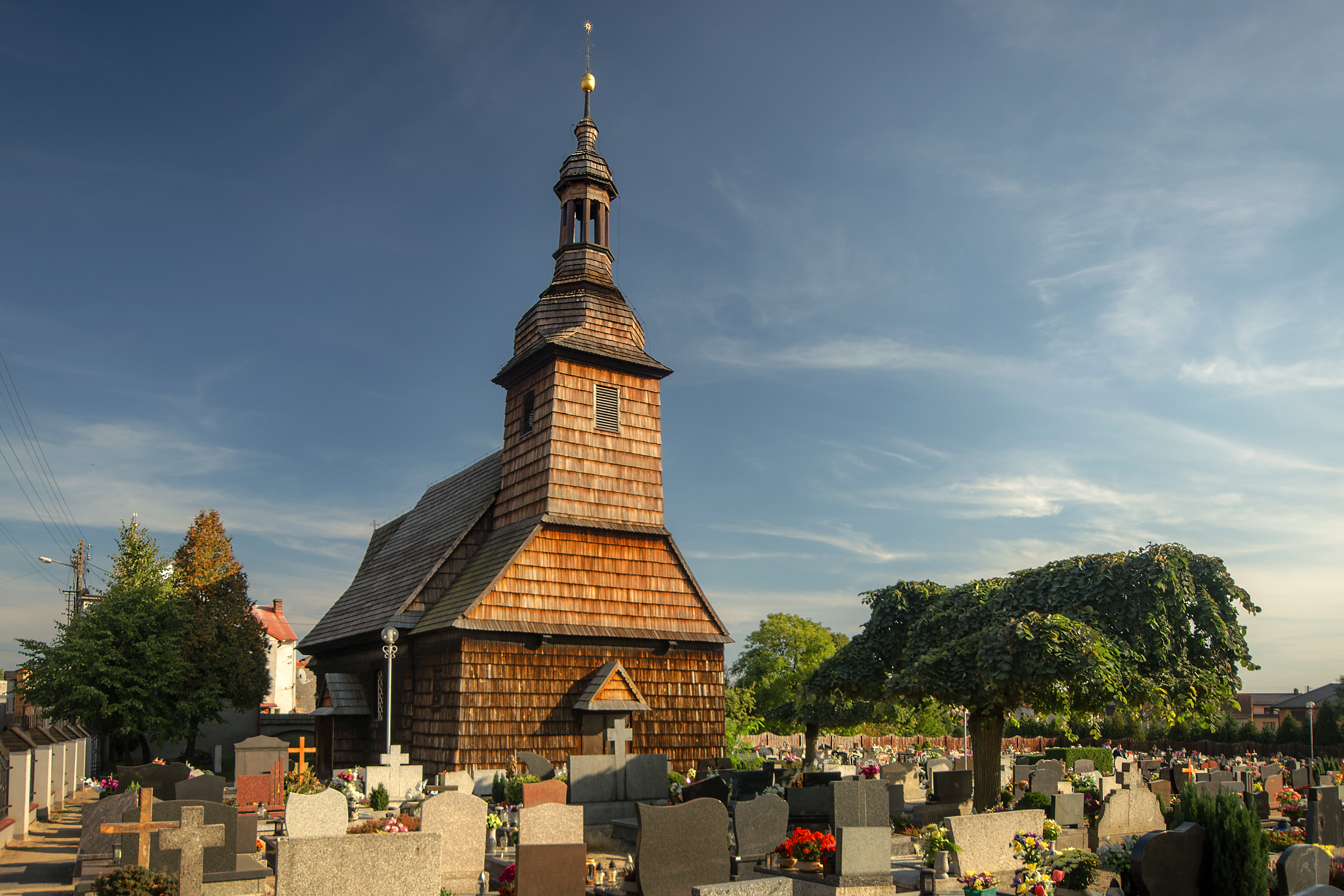
Schrotholzkirche St. Valentin

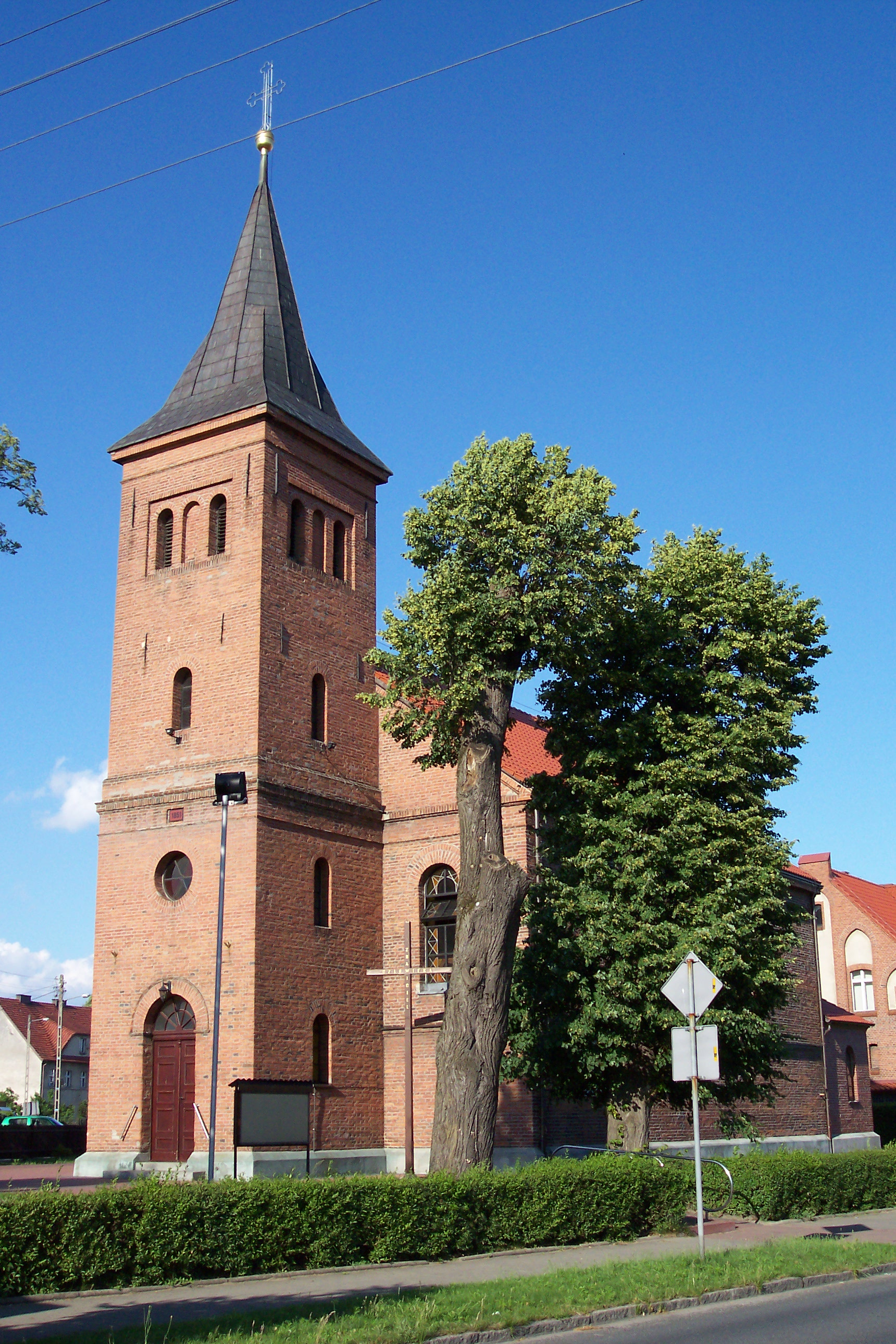
Mariae-Heimsuchung-Kirche

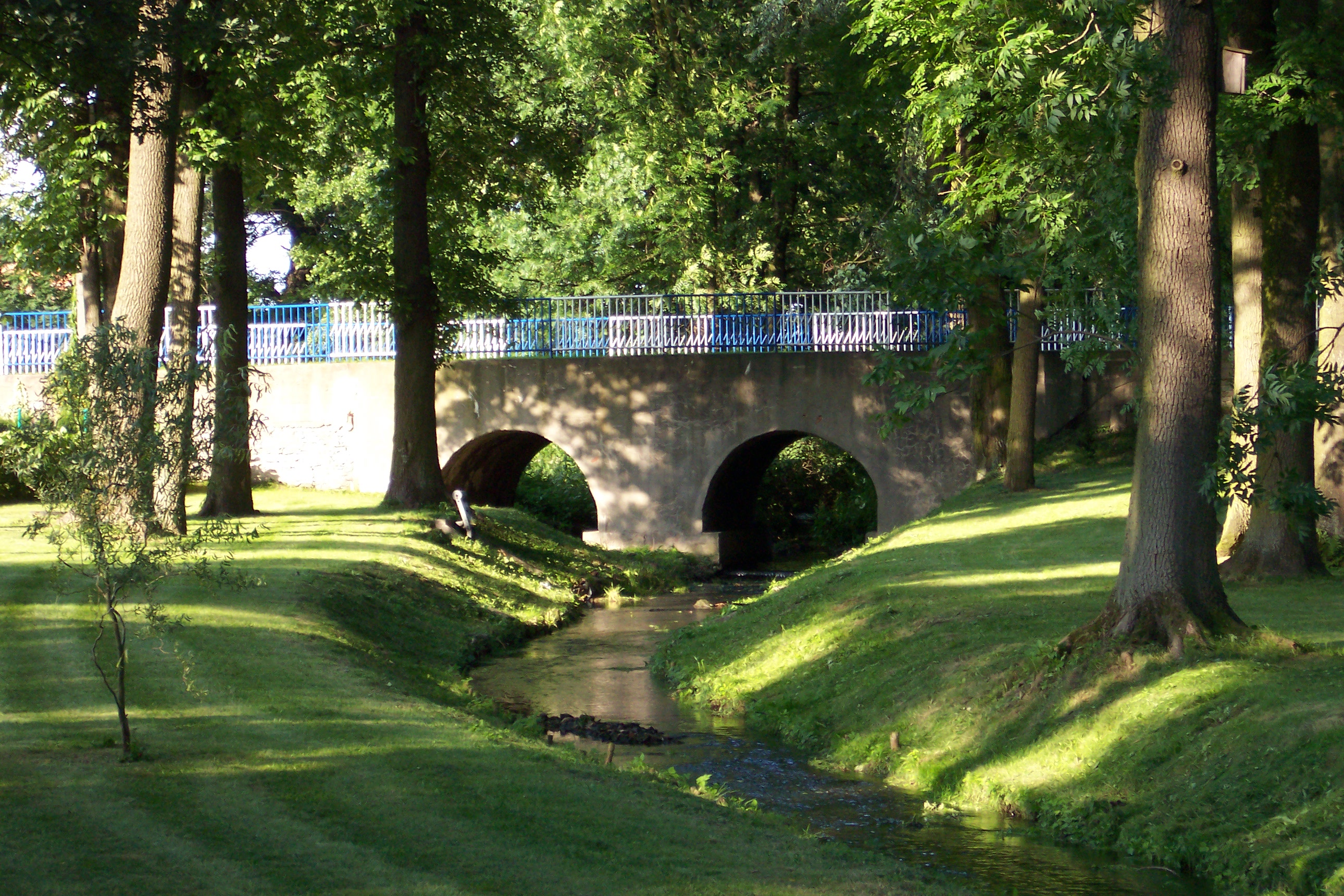
Brücke aus dem 17. Jahrhundert im Stadtpark

Von den Anfängen der Geschichte des Ortes kann man ab etwa 1163 sprechen, als das Gebiet als Teil des Herzogtums Oppeln nachgewiesen ist. Die erste urkundliche Erwähnung als Dobrosin stammt aus dem Jahre 1279. Für 1300 ist die Namensform Dobradin überliefert. Nach dem Aussterben der piastischen Herzogslinie im Jahre 1327 kamen das gesamte Oppelner Land und die Stadt Guttentag durch Erbfolgerecht an Böhmen. Das Stadtrecht erhielt Dobradin 1384 nach Magdeburger Recht. Aus dieser Zeit stammt auch das Wappen der Stadt, das in den wesentlichen Zügen auch heute noch besteht. Mit Böhmen ging die Stadt 1526 an Habsburg über. 1574 wurde der Ort als Dobrodzin erwähnt und 1636 tauchte Guttentag auf.
Nach der endgültigen Entscheidung in den Schlesischen Kriegen, 1742 zum Nachteil der Habsburger, wurde Guttentag Teil Preußens und 1816 dem Kreis Lublinitz im schlesischen Regierungsbezirk Oppeln zugeordnet und diente neben der Stadt Lublinitz auch als Garnisonsort für die preußische Armee. Am Pfingstmontag des Jahres 1846 wütete ein verheerendes Feuer in Guttentag, das zahlreiche Gebäude zerstörte. Auch die Pfarrkirche wurde ein Opfer der Flammen. Am Anfang des 20. Jahrhunderts hatte Guttentag eine evangelische Kirche, zwei katholische Kirchen, eine  Synagoge, eine Oberförsterei und war Sitz des Amtsgerichts Guttentag.
Der Anschluss an das Schienennetz erfolgte 1913 durch die neu angelegte Kleinbahnstrecke zum Eisenbahnknotenpunkt Vossowska. Die bis in die 50er Jahre hierauf als Zugwagen eingesetzte Dampflokomotive wurde im Volksmund „Dobrodzieńska Koza“  (poln. „Guttentager Ziege“) genannt. Namensgebend war hierbei das weithörbar laute „Schnauben“ des, für größere Steigungen leicht unterdimensionierten,  Kessels. In der Volksabstimmung in Oberschlesien 1921 über die weitere staatliche Zugehörigkeit wurden in Guttentag 1664 Stimmen (79,5 %) für den Verbleib bei Deutschland und 430 Stimmen (20,5 %) für den Anschluss an Polen abgegeben. Auch wenn der gesamte Stimmkreis Lublinitz mit knapper Mehrheit für Deutschland gestimmt hatte, fiel der größte Teil an Polen; Guttentag blieb dagegen deutsch und wurde darauf Kreisstadt eines neuen Landkreises Guttentag. Im Rahmen dieser Neugliederung wurde der Ort Mischline in den neuen Landkreis eingegliedert.
1939 war die Umgebung der Stadt Aufmarschgebiet der deutschen Truppen unter General Reichenbach für den Überfall auf Polen.
Das Ende des Zweiten Weltkrieges begann für Guttentag am 21. Januar, als die Rote Armee die Stadt unter mehrstündigen Beschuss nahm und danach besetzte. Durch Beschluss der Sowjetischen Kommandantur wurde am 15. April 1945 der Ort mit seinen kaum 1050 verbliebenen Einwohnern gemäß dem Potsdamer Abkommen unter polnische Verwaltung gestellt. Der polnische Name  Dobrodzień wurde offiziell. Es begann die Zuwanderung polnischer Bevölkerung; die deutschen Stadtbewohner wurden in der Folgezeit größtenteils von der örtlichen polnischen Verwaltungsbehörde  vertrieben.
Ein Jahr später lebten bereits wieder 3277 Menschen in der Stadt. Am 12. Oktober 1947 wurde die wiederaufgebaute Schule eröffnet.
Vor allem in den ländlichen Teilen der Gemeinde konnte sich eine starke deutsche Minderheit halten, der laut der letzten polnischen Volkszählung von 2002 25,3 % der Gemeindebevölkerung angehören, weitere 6,4 % bezeichneten sich als „Schlesier“. Am 4. Juli 2008 wurden in der Gemeinde zusätzliche amtliche deutsche Ortsnamen und am 13. Mai 2009 Deutsch als zweite Amtssprache eingeführt. Am 9. November 2009 wurden in Dobrodzień sowie in weiteren 24 Ortsteilen zweisprachige Ortstafeln aufgestellt.

### Demographie
| Jahr | Einwohnerzahl | Anmerkungen |
| ---- | ------------- | --- |
| 1756 | 0661          | sämtlich Christen |
| 1781 | 0938          | davon 878 Christen, 60 Juden |
| 1782 | 1008          | davon 883 Christen, 125 Juden |
| 1816 | 1264          | ohne Schloss und Gutsbezirk Guttentag (97 Einwohner) |
| 1825 | 1759          | darunter 59 Evangelische, 182 Juden |
| 1840 | 2262          | davon 118 Evangelische, 1902 Katholiken, 24 Juden |
| 1855 | 2121          | ohne Schloss und Gutsbezirk Guttentag mit 173 Einwohnern |
| 1861 | 2399          | davon 184 Evangelische, 1935 Katholiken, 280 Juden (ohne Schloss und Gutsbezirk Guttentag mit 183 Einwohnern, darunter 22 Evangelische, 155 Katholiken, sechs Juden)                                              |
| 1867 | 2393          | am 3. Dezember |
| 1871 | 2345          | davon 150 Evangelische, 260 Juden (1350 Polen), ohne Schloss und Gutsbezirk Guttentag mit 560 Einwohnern nach anderen Angaben 2347 Einwohner (am 1. Dezember), davon 122 Evangelische, 1991 Katholiken, 234 Juden |
| 1890 | 2426          | darunter 189 Evangelische, 175 Juden (1350 Polen) |
| 1900 | 2660          | meist Katholiken |
| 1905 | 2884          | [ 11 ] |
| 1910 | 3047          | nach anderen Angaben 3047 Einwohner (ohne Schloss und Gutsbezirk Guttentag mit 139 Einwohnern) |
| 1939 | 4307          | [ 13 ] |

## Sehenswürdigkeiten
Denkmalgeschützt sind heute:
- Der historische Stadtkern
- St.-Maria-Magdalena-Kirche, erbaut 1851–1854  im neoromanischen Stil erbaut. Bemerkenswert im Inneren sind die barocken Skulpturen des heiligen Apollonius, der heiligen Barbara und Johannes des Täufers. Auf dem Kirchplatz steht eine Statue des heiligen Johannes Nepomuk.
- Friedhofskirche St. Valentin, erbaut 1630 ist eine  Schrotholzkirche, Umbau im 18. Jahrhundert, sie wurde mehrfach renoviert. Der spätbarocke Altar stammt aus dem 18. Jahrhundert.[14]

- Mariä-Heimsuchung-Kirche, erbaut 1847–1851

- Ring mit neoklassizistischem Rathaus
- Neoklassizistisches Schloss Guttentag, 1848 erbaut ist ein zweistöckiges Herrenhaus aus Backstein mit einem Walmdach bedeckt und einer Holzveranda auf der Nordseite. Rund um das Schloss ist ein Landschaftspark, der 1884–1914 angelegt und 2003 renoviert wurde. Neben den erhaltenen alten Bäumen befindet sich hier auch die 1610 erbaute Steinbrücke über die Myślinka. Andere Wirtschaftsgebäude sind erhalten geblieben, darunter das Haus des Verwalters und der Getreidespeicher[15]

- Jüdischer Friedhof

## Gemeinde Dobrodzień
Dobrodzień ist Hauptort der gleichnamigen Stadt-und-Land-Gemeinde, die auf einer Fläche von 162,84 km² etwa 10.000 Einwohner beherbergt.

### Wappen
Das Wappen zeigt in der linken Spalte eine weiße Rose auf rotem Grund. In der rechten Spalte befindet sich ein halber goldener oberschlesischer Adler auf blauem Grund.

### Partnerschaften
- Haan (Deutschland) seit 1957 als Patenschaft, seit 1. Mai 2004 als offizielle Partnerschaft.
- Tschortkiw (Ukraine)

## Verkehr
Durch die Stadt verlaufen die überörtlichen  Landesstraßen 46 und 901.
Dobrodzień war Endpunkt der Bahnstrecke Fosowskie–Dobrodzień. Im Gemeindegebiet liegen ferner die Bahnhöfe Pluder/Pludry (Bahnstrecke Kielce–Fosowskie) und Mischline/Myślina (Bahnstrecke Kędzierzyn-Koźle–Kluczbork), die aber beide nicht mehr bedient werden.

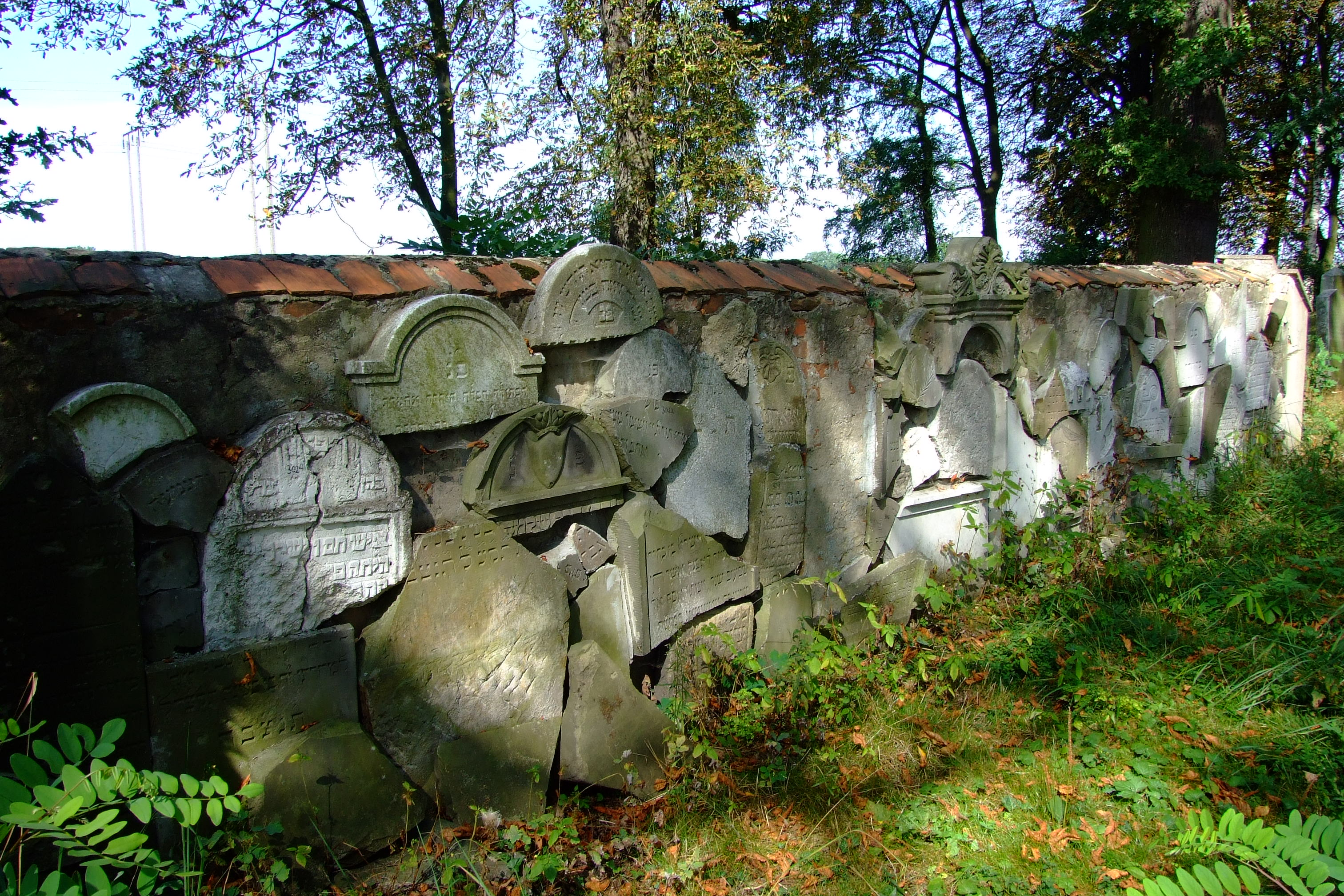
Jüdischer Friedhof: vermauerte Grabsteine

## Söhne und Töchter der Stadt
- Heinrich von Bünau (1789–1864), preußischer Generalmajor
- Carl von Prittwitz (1797–1881), preußischerr-kaiserlich russischer General der Kavallerie und Generaladjutant des Zaren Nikolaus I.
- Ludwig Gitzler (1811–1888), Reichstagsabgeordneter und Professor der Rechte in Breslau
- Oskar Cohn (1869–1934), Politiker (SPD, USPD)
- Siegfried Loewenthal (1869–1951), Neurologe und Mitbegründer der medizinischen Strahlentherapie
- Victor Lukassowitz, (1879– nach 1932), Lehrer und Politiker (DNVP)
- Peter Kraft (* 1935), Maler und Grafiker
- Reinhold Stanitzek (1939–2011), Jurist und Politiker (CDU)
- Peter Kudella (1941–2010), Politiker (CDU)
- Manfred Gawlik (* 1941), Politiker (CDU)
- Bernard Gaida (* 1958), Unternehmer und Politiker der deutschen Minderheit in Polen